# New Economic School – Georgia
New Economic School – Georgia (guz. ახალი ეკონომიკური სკოლა საქართველო) – gruziński, libertariański think tank powstały oficjalnie w 2001 (chociaż działał już wcześniej) i mający aktualnie swoją główną siedzibę w Tbilisi. Celem instytutu jest promocja zasad wolności, swobód ekonomicznych, przedsiębiorczości, a także suwerenności konsumenta.
Organizacja opowiada się za indywidualną wolnością i odpowiedzialnością oraz dobrowolną wymiana dóbr i kooperacją. Uważa te wartości za najważniejsze zasady rozwoju ekonomicznego i pokoju. Stara się wpływać na polityczne decyzje poprzez zaangażowanie publiczne, między innymi poprzez organizowanie seminariów, uczestniczenie w debatach, zapraszanie znanych ekspertów oraz reformatorów czy wydawanie różnego rodzaju książek o tematyce wolnorynkowej (w języku angielskim i rosyjskim) itd. Wielu ekspertów NESG publikuje swoje komentarze i opinie w lokalnej oraz międzynarodowej prasie.
Współpracuje z wieloma innymi organizacjami wolnorynkowymi, na przykład: Heritage Foundation, Atlas Economic Research Foundation, Cato Institute, Fraser Institute czy Acton Institute.
Była parę razy współorganizatorem International Summer University.
Organizacja jest jednym z twórców South Caucasus Network of Economic Freedom, odłamu Fundacji im. Friedricha Naumanna zrzeszającego think-tanki z regionu Kaukazu Południowego (m.in. z Armenii czy Azerbejdżanu).
Aktualnym prezesem organizacji jest Paata Sheshelidze, który jest także jednym z założycieli.